# Дау. Наташа
«Дау. Наташа» (вариант: англ. DAU.NATASHA) — художественный фильм Ильи Хржановского и Екатерины Эртель 2020 года, являющийся частью кино-арт-проекта «Дау».

## Сюжет
Фильм рассказывает о Наташе, заведующей столовой в вымышленном секретном НИИ 1950-х годов. Днём женщина обслуживает посетителей, по вечерам — отдыхает, выпивая алкогольные напитки со своей помощницей Олей. Подруги обсуждают житейские проблемы, говорят о любви, доверяют друг другу свои мечты. Хотя часто между ними и происходят ссоры, драки (Оля не желает слушаться заведующую), они всё же проводят большую часть времени вместе.
Однажды на вечеринке Наташа сближается с приглашённым французским учёным Люком Биже, с которым у неё заводится роман и с которым в итоге она занимается сексом. После того как об этом становится известно окружающим, жизнь главной героини резко меняется — её вызывает на допрос генерал КГБ Ажиппо, который физически и морально издевается над ней, заставляет подписать ложные доносы, бумаги о сотрудничестве.
Фильм заканчивается эпизодом, в котором Наташа ссорится с Олей.

## В ролях
Имена актёров и имена героев совпадают.
| Актёр            | Роль                        |
| ---------------- | --------------------------- |
| Наталья Бережная | Наташа, заведующая столовой |
| Ольга Шкабарня   | Оля, буфетчица              |
| Люк Биже         | Люк, астрофизик             |
| Владимир Ажиппо  | Ажиппо, следователь НКВД    |
| Алексей Блинов   | профессор Блинов            |

## Особенности фильма
Данный фильм — это лишь часть «вселенной» «Дау», эпизод из жизни вымышленного НИИ, напрямую не связанный с образом главного героя — физика Л. Ландау (Дау).
Все люди, задействованные в данном фильме, как уверяют создатели, являются непрофессиональными актёрами: на протяжении нескольких лет они жили в специально сконструированном НИИ, который служит главной декорацией фильма.
Фильм снимался без определённого сценария, поэтому камера фиксировала естественное поведение каждого героя в заданных режиссёром обстоятельствах. Вот как Наталья Бережная, исполнительница главной роли, во время пресс-конференции на Берлинале описала съёмки: 
Не было сценария. Мы жили так, как мы жили. У нас была определённая жизнь. Страшная с одной стороны, очень угнетающая с другой. У нас были: страх, любовь, взаимоотношения. То есть всё это мы проживали. <…> Это была наша жизнь [цитата незначительно изменена]
Наталья Бережная о жизни в НИИ:
Заходишь на территорию — я же это делала ежедневно на протяжении полутора лет — и та жизнь за пределами теряется. Как машина времени, раз — и всё. И ты углубляешься в ту жизнь, которая там происходит. Это очень интересно. Это как наркотик. Потому что знаешь, что там вот каждый день что-то новое. Там нет обыденности, там жизнь бьёт ключом, там интересные разговоры <...>

## Оценка
Комментарий режиссёра, сделанный им во время пресс-конференции на Берлинале: «Это история о том, как люди решались осознанно отправиться в очень сложное путешествие. И это путешествие является самым откровенным  <…>».
Во время показа фильма в Париже итальянская киноактриса Моника Беллуччи поделилась с Натальей Бережной, исполнительницей главной роли, своими впечатлениями от просмотра фильма. Вот как Бережная описала встречу: 
Она была в восторге от фильма, держала меня за руку, гладила меня по руке, говорила, что очень хороший, красивый фильм, я ей сильно понравилась. То есть вообще супер-супер

### Награды
Фильм был показан 26 февраля 2020 года на 70-м Берлинском международном кинофестивале, где номинировался на высшую награду — «Золотого Медведя». По решению жюри приз «Серебряный Медведь» вручен персонально оператору Юргену Юргесу «за выдающиеся художественные достижения»

### Критика
Фильм получил неоднозначные оценки критиков и кинозрителей. В основном аудитория разделилась на две группы: на тех, кто считает «Дау» высокохудожественным проектом, и на тех, кто либо низко оценивает его художественную сторону, либо считает неприемлемым этический аспект кинопроизводства картины.
По данным агрегатора Rotten Tomatoes, «Дау. Наташа» получила 85 % положительных отзывов от кинокритиков на основе 13 рецензий (начало 2021 года).

#### Отзывы кинокритиков
- Егор Беликов, Искусство кино: «Как ни удивительно, но в каждом кадре этой картины больше настоящей запечатлённой жизни (и прекрасной, и уродливой), чем суммарно в фильмографиях многих режиссёров. Благодаря тому, что „Дау“ — это нечто среднее между реалити-шоу и документальным фильмом, Хржановскому удаётся показать, как именно человек ломается под гнётом жутких обстоятельств тоталитарного режима»[5].
- Андрей Плахов, Коммерсантъ: «Перед нами не просто фильм, о котором можно написать рецензию вкусового характера, а объект особой стратегической важности, некий дрон, зондирующий и сканирующий территорию, известную под условным названием „Россия“»[5].
- Джоффри Макнаб, The Independent: «Если вас хоть немного интересовало то, как на самом деле жилось в сталинской России, проект „Дау“ в целом подведёт вас к этой теме ближе, чем любая историческая книга. Но сам по себе фильм „Дау. Наташа“ неровный. Некоторые сцены смотреть некомфортно, иногда кажется, что Хржановский и его соавтор Екатерина Эртель специально провоцируют зрителя. Тем не менее этот фильм всё равно возьмёт за живое большинство зрителей»[12].
- Антон Долин, Meduza: «<…> прежде всего „Наташа“, как и другие фильмы „Дау“, — демонстрация того, на что ещё способен кинематограф, искусство не прошлого, а только начавшегося XXI века»[13].
- Анна Стрельчук, InterMedia: «Демонстрируя на экране эксцессы, „Дау“ позволяет зрителю непосредственно столкнуться со своими ужасами и страхами, а осознание вытесненной жестокости и освобождение от неё в процессе зрелища открывают возможности подлинного и длительного переживания»[14].

#### Открытое письмо
Пять российских журналистов написали открытое письмо директору Берлинале, подвергнув сомнению этичность участия «Дау. Наташа» в конкурсе 2020 года. Письмо вызвало споры не только в России, но и привлекло внимание крупных профильных СМИ, например, Variety. Цитата из обращения:
Почему в эпоху борьбы с культурой насилия и злоупотреблениями властью в киноиндустрии Берлинский фестиваль не видит этической проблемы во включении в основной конкурс фильма, содержащего сцены несимулированного психологического и физического насилия с участием непрофессиональной актрисы, а также сцены секса людей, находящихся в состоянии алкогольного опьянения?
Журналисты, подписавшие письмо: Татьяна Шорохова, Марина Латышева, Ксения Реутова, Дмитрий Барченков, Тамара Ходова.

## Прокатная судьба

#### В мире
Мировая премьера арт-проекта «Дау» состоялась в 2019 году в Париже с 24 января по 17 февраля.

#### В России
25 ноября 2019 года Министерство культуры РФ отказало в выдаче прокатных документов некоторым фильмам «Дау», в числе которых была «Дау. Наташа». Министерство сослалось на наличие в фильмах «материалов, пропагандирующих порнографию». После этого Илья Хржановский, режиссёр фильма, написал министру культуры Владимиру Мединскому открытое письмо с просьбой выдать прокатные удостоверения всем частям проекта. Режиссёр обратился к министру с просьбой сформировать экспертную комиссию из независимых высокопрофессиональных специалистов в области этики, культуры и искусства и получить их оценку кинопроекта «ДАУ» с точки зрения наличия в нем пропагандирующих порнографию сцен.
Ответ В. Мединского (4 декабря 2019 года):
Прокатное удостоверение выдаётся для проката фильма в кинотеатре. А на интернет-ресурсах он может, наверное, демонстрироваться с соответствующими предупреждениями. Показ подобного рода продукции широким экранам не предусмотрен
13 февраля 2020 года кинокомпанией «Феномен Филмз» был подан иск в Арбитражный суд Москвы о признании незаконным отказ в выдаче прокатных удостоверений четырем фильмам «Дау». В исковом заявлении компания ссылалась на конституционное право на свободу литературного, художественного, технического и других видов творчества (ч. 1 ст. 44 Конституции РФ).
15 сентября 2020 года Арбитражный суд Москвы отклонил иск кинокомпании «Феномен Филмз» к Минкультуры России о признании незаконным отказ в прокатном удостоверении.